# Yannick Souvré
Pour les articles homonymes, voir Souvré.
Yannick Souvré (née le 19 septembre 1969 à Toulouse) est une joueuse française de basket-ball, jouant au poste de meneuse. Avec trois Euroligue, une Coupe Ronchetti obtenues avec son club de Bourges et un titre de Championne d'Europe avec l'Équipe de France, elle détient l'un des plus beaux palmarès du basket-ball féminin français. Depuis janvier 2020, elle est directrice de la ligue féminine de basket.

## Carrière sportive

### Les débuts
Passant son enfance à Tournefeuille, commune limitrophe de Toulouse, sa ville natale, la fille de l'ancien international André Souvré rejoint, dès l'âge de quinze ans, le club de Mirande. Sous la conduite d'Alain Jardel, elle remporte ses deux premiers titres de championne de France, alors qu'elle n'a pas encore vingt ans.
Elle fait durant la saison 1989-1990 une expérience aux États-Unis, dans le championnat NCAA chez les Bulldogs de Fresno State. Elle y dispute une seule saison au cours de laquelle elle dispute 18 rencontres, marquant 9,8 points en 27 minutes. Elle revient en France, pour évoluer deux saisons au Racing Club de Paris puis une saison au SPO Rouen.

### Bourges
Lors de sa première saison sous le maillot de Bourges, dirigé par l'entraîneur Vadim Kapranov arrivé la saison précédente, elle termine à la cinquième place du championnat de France, ce qui octroie au club sa première qualification européenne, la Coupe Ronchetti.
Bourges parvient la saison suivante en finale de cette coupe, disputée en deux rencontres face aux Italiennes du Lavezzini Basket Parme. Les Berruyères remportent le match aller de 9 points, 56 à 47, et gagnent le match retour en Italie 56 à 53, remportant ainsi le premier titre du basket-ball féminin français en coupe d'Europe. Peu de temps après, le club remporte son premier titre de champion de France, donnant ainsi accès au club à la prochaine édition de l'Euroligue.
En 1996, pour sa première participation au plus niveau européen, Bourges atteint le Final Four, terminant finalement à la quatrième place. Le club confirme son titre de champion de France et remporte un autre trophée en France, avec le tournoi de la Fédération. 
Lors de la saison 1996-1997, Bourges se qualifie pour le Final Four qui se déroule à Larissa. Bourges est privée de son entraîneur Vadim Kapranov, en deuil en raison du décès de sa fille. Sous la conduite d'Olivier Hirsch, les Berruyères éliminent les italiennes de Côme en demi-finale avant de remporter leur premier titre européen, face aux Allemandes de Wupperthal. Yannick Souvré, avec 7 points, 4 rebonds et 6 passes décisives en 38 minutes, est nommée meilleure joueuse du Final Four. Plus tard au cours de la saison, Bourges remporte son troisième titre consécutif de champion de France.
Bien que presque tout l'effectif soit en fin de contrat, la saison suivante voit l'équipe de Bourges évoluer avec les mêmes joueuses. Bourges atteint de nouveau le Final Four, qui se déroule à Bourges dans la salle du Prado, performance imitée par le grand rival français des Berruyères, Valenciennes. La demi-finale, qui oppose les deux équipes, voit la victoire des tangos sur le score de 69 à 48. En finale, Bourges bat les Espagnoles du Getafe Madrid sur le score de 76 à 64, pour remporter son deuxième titre consécutif. Bourges assoit sa domination sur le basket-ball français en remportant le championnat de France. Souvré est nommée co-MVP du Championnat.
Pour la saison d'Euroligue 1998-1999, Bourges est éliminé au stade des quarts de finale, battu par le futur vainqueur de la compétition Ružomberok par deux victoires à une, 65 à 58 lors de la manche décisive disputée à Ružomberok.
En 2000, Bourges dispute sa troisième finale d'Euroligue mais échoue de 3 points face aux Slovaques de Ružomberok (67 à 64 après deux prolongations) après avoir éliminé les Russes de Moscou en demi-finale, rencontre où elle marque 5 points en 38 minutes. Lors de la finale, elle joue 47 des 50 minutes de la rencontre, marquant 8 points, prenant 5 rebonds et délivrant 5 passes décisives. 
Disputé à Messine, le Final Four de l'Euroligue 2000-2001 voit les deux clubs français se rencontrer en finale. Valenciennes qui est invaincu dans la compétition, a éliminé les Tchèques de Brno en demi-finale, les tangos de Souvré l'emportant pour leur part face aux Hongroises de Pecs 62 à 52. La finale se décide sur un dernier panier de Cathy Melain qui traverse tout le terrain après la remise en jeu faisant suite à l'égalisation des Valenciennoises. Sur la scène française, Valenciennes prend sa revanche en remportant le titre de champion de France, Bourges remportant un nouveau tournoi de la Fédération.
La victoire de l'USVO en championnat de France est le début d'une période de domination de ce dernier club sur le basket-ball français. Bourges dispute la finale en 2002.
Pour la dernière saison de Souvré sous le maillot des tangos, le club de Bourges ne parvient pas en finale du championnat, pour la première fois depuis 1994. Le club dispute un nouveau Final Four de l'Euroligue, de nouveau disputé à domicile. Souvré dispute celui-ci tout en étant blessée et Bourges termine à la quatrième place, éliminée par Valenciennes sur le score de 89 à 57, le titre étant remporté par les Russes d'UMMC Iekaterinbourg.
En mai, elle annonce qu'elle met un terme à sa carrière sportive, pour occuper un poste au sein de la direction marketing du club.

### Équipe de France
Elle débute sous le maillot bleu avec l'équipe de France cadette, avec laquelle elle dispute le championnat d'Europe en 1985. Elle dispute également deux championnats d'Europe junior, en 1986 puis 1988.
Pour sa première compétition sous le maillot des Bleus, lors du championnat d'Europe 1989 disputé en Bulgarie, elle termine à la huitième et dernière place. 
Suit ensuite une période creuse où la France joue au troisième niveau européen. En 1993, lors de leur retour dans l'élite européen lors du championnat d'Europe 1993, les Françaises battent la Russie puis la Hongrie pour retrouver en demi-finale l'Italie qui évolue à domicile. Les Françaises l'emportent finalement 56 à 54 pour parvenir en finale, mais doivent céder face aux Espagnoles sur le score de 63 à 53. Les Françaises disputent l'édition de 1994 des Goodwill Games, compétition dont elles remportent la médaille d'argent, battue par les États-Unis sur le score de 87 à 63. Après un championnat du monde de 1994 terminé à la 9e place, la France déçoit lors du Championnat d'Europe 1995. Souvré, pour ses déclarations dans la presse, est exclue du groupe pour les qualifications disputées en 1996.
En 1997, elle retrouve à la place de sélectionneur son ancien entraîneur de Mirande, Alain Jardel. Celui-ci fait de Souvré sa capitaine. Il donne d'ailleurs un rôle étendu à ce capitanat en faisant de Souvré son relais avec les autres joueuses avec lesquelles il n'entretenait pas de relations personnelles.
La France, termine avec la médaille de bronze lors des jeux méditerranéens puis se qualifie pour le prochain championnat d'Europe lors du Challenge Round européen de Tel-Aviv. 
Lors de ce championnat d'Europe 1999, disputé en Pologne, l'équipe de France féminine devient la première sélection française d'un sport collectif féminin à se qualifier pour les Jeux olympiques d'été. Cette qualification est obtenue grâce à une victoire en quart de finale face à la Yougoslavie. La France remporte ensuite sa demi-finale face à la Slovaquie sur le score de 66 à 39 pour obtenir le droit de défier les Polonaises qui évoluent à domicile. Celles-ci, menées par Małgorzata Dydek, remportent finalement le titre européen sur le score de 59 à 56. Le poste de leader de Souvré est important dans son équipe : elle passe ainsi les quarante minutes du match sur le parquet lors de la rencontre face à la Yougoslavie. 
Lors des Jeux olympiques de Sydney, la France remporte ses quatre premières rencontres avant de perdre contre l'Australie. La France se voit opposer en quart de finale à la Corée du Sud. Elle est surprise par le jeu de ces adversaires, basé sur la vitesse et l'adresse et n'arrive pas à assoir son jeu basé sur la défense et le contrôle du jeu. La Corée du Sud remporte la rencontre 68 à 59. La France termine finalement la compétition à la cinquième place. Lors de ces jeux, Souvré apporte 6,4 points et 2,43 passes. Même ci cette compétition reste un échec sportif pour les Françaises, l'événement reste toutefois l'un des souvenirs les plus marquants de sa carrière : « As a player I had three very special moments. The first was being an Olympian. It was incredible to be a part of the whole Olympic experience and ambiance ».
La France dispute le championnat d'Europe 2001 à domicile. Après un match de poule remporté péniblement par la France face à l'Ukraine, elle trouve les mots pour relancer son équipe: « Mais qu'est-ce qu'on croit ? Si on ne joue pas tous les matchs à 110%, on est une équipe complètement banale ». La France enchaîne ensuite les victoires face à la Pologne (73 à 66), l'Espagne (70 à 64), la Slovaquie (72 à 56). En demi-finale, les Françaises éliminent la Lituanie sur le score de 75 à 44 pour accéder à la finale disputée au Mans face à la Russie, dirigée par son ancien entraîneur de Bourges, Vadim Kapranov et où évolue sa coéquipière Ilona Korstine. Les Françaises marquent 73 points à la meilleure défense de la compétition (56,3 points concédés avant la rencontre) pour l'emporter 73 à 68, Souvré apportant 11 points, dont un 3 sur 6 à trois points. Sur l'ensemble de la compétition, Souvré apporte 7,4 points, 5,6 passes et 1,6 rebond en 23 minutes.
Elle dispute sa dernière compétition avec les Bleues lors du championnat du monde 2002 disputée en Chine. Lors de ce mondial, elle se blesse à la cheville lors de la première rencontre, l'opposant à Cuba. À la suite de cette blessure, elle annonce sa décision d'arrêter sa carrière internationale la veille du quart-de-finale de ses coéquipières contre l'Australie. En l'absence de leur capitaine, et d'Isabelle Fijalkowski qui a pris sa retraite, les joueuses françaises terminent à la huitième place.

### Activités professionnelles
- 2003 : directrice commerciale du Bourges Basket, membre du Service Communication de la FFBB, directrice du Marketing à la FIBA Europe Properties[18].
- 2004 : directrice générale FIBA Europe Properties

Elle travaille depuis novembre 2003 à la FIBA Europe, la fédération européenne de basket-ball. Elle est directrice générale de FIBA Europe Properties, l'agence qui s'occupe de gérer les droits marketing, merchandising et télévisuels de la FIBA Europe et de tous ces événements. Elle dirige six personnes dans son département qui couvre les secteurs de la communication, médias, marketing, merchandising et événementiel.
Elle a été Présidente de la Commission basket-ball féminin au sein de la FIBA mais a dû démissionner de ce poste car elle ne pouvait être à la fois élue et employée.
Elle s'est mariée avec Jean-Daniel Vacheron le 9 septembre 2006 à Sancerre (Cher).
Elle a également occupé un poste de consultante auprès de Sport+, notamment lors des matchs de l'EuroBasket Femmes 2005. Elle occupe ce même poste de consultante lors du championnat d'Europe 2011 et lors des Jeux olympiques de Londres puis de Rio auprès de France Télévisions,.
En septembre 2016, elle est nommée directrice générale de la Ligue nationale de volley qui gère les compétitions féminines et masculines des clubs français. 
En juin 2017, elle est consultante sur W9 pour la demi-finale puis la finale de l'équipe de France féminine à l'Eurobasket féminin 2017 aux côtés de Vincent Couëffé.
Le 26 novembre 2019, elle est nommée directrice de la Ligue féminine de basket pour une prise de fonction le 16 janvier 2020.

## Carrière

### Joueuse
| Saisons   | Équipe                         | Pays       |
| 1984-1989 | BAC Mirande                    | France     |
| 1989-1990 | Fresno State University (NCAA) | États-Unis |
| 1990-1992 | Racing Club de Paris           | France     |
| 1992-1993 | SPO Rouen                      | France     |
| 1993-2003 | CJM Bourges Basket             | France     |

## Palmarès

### Équipe de France

#### Palmarès collectifs
- Championne d’Europe des Nations en 2001;
- Vice-championne d’Europe des Nations en 1993 et 1999;
- Vainqueur des Jeux de la Francophonie en 1989;
- Finaliste des Goodwill Games en 1994;
- 3e des Jeux Méditerranéens en 1997.

Elle a également participé aux championnats du monde de 1994 (9e) et de 2002 (8e), ainsi qu’aux Jeux olympiques de Sydney en 2000 (5e, première nation européenne).
Elle a participé à deux autres phases finales de championnat d'Europe, terminant 8e du Championnat d'Europe 1989 et classée de 10 à 14e lors du Championnat d'Europe des 1995.

#### Récompenses individuelles
- 251 sélections en Équipe de France ;
- Capitaine de l’équipe de France de 1997 à son retrait en 2002 ;
- Meilleure passeuse du championnat du monde 1994.

### Club

#### Palmarès collectifs
- Français :
  - 8 fois Championne de France : 1988, 1989, 1995, 1996, 1997, 1998, 1999, 2000 (finaliste en 2001 et 2002) ;
  - Tournois de la Fédération : 1996, 1999, 2000, 2001 ;
- Européen :
  -  3 fois Championne d’Europe Euroligue : 1997, 1998 et 2001 (sur six Final Four disputés) ;
  - Vice-championne d’Europe Euroligue 2000 ;
  -  Vainqueur de la Coupe d’Europe Ronchetti 1995.

#### Récompenses individuelles
- Français :
  - Meilleure joueuse française du championnat de France 1997-1998 (avec Odile Santaniello) ;
- Européen :
  - Élue dans le meilleur cinq de l’Euroligue 1999 ;
  - Meilleure joueuse du Final Four 1997 de l’Euroligue.

## Statistiques

### Statistiques personnelles en Ligue Féminine de Basket (LFB)
| saison            | M  | Min  | 2pts | 2pts | 2pts | 3pts | 3pts | 3pts | LF | LF | LF   | Rebonds | Rebonds | Rebonds | Rebonds | Pd  | F   | Bp  | Int | C    | Éval  | Points | Points |
| saison            | M  | Min  | R    | T    | %    | R    | T    | %    | R  | T  | %    | O       | D       | T       | T       | Pd  | F   | Bp  | Int | C    | Éval  | T      | Moy.   |
| ----------------- | -- | ---- | ---- | ---- | ---- | ---- | ---- | ---- | -- | -- | ---- | ------- | ------- | ------- | ------- | --- | --- | --- | --- | ---- | ----- | ------ | ------ |
| 1998-1999 Bourges | 28 | 31,1 | 77   | 166  | 46,4 | 36   | 103  | 35   | 28 | 36 | 77,8 | 16      | 64      | 80      | 2,9     | 146 | -   | 2,1 | 2,2 | 0,04 | 12,32 | 218    | 7,8    |
| 1999-2000 Bourges | 28 | 35,4 | 72   | 168  | 42,9 | 43   | 111  | 38,7 | 20 | 30 | 66,7 | 10      | 81      | 91      | 3,3     | 169 | -   | 1,8 | 2,3 | 0,2  | 12,57 | 207    | 7,4    |
| 2000-2001 Bourges | 25 | 28,1 | 51   | 136  | 37,5 | 42   | 118  | 35,6 | 9  | 13 | 69,2 | 9       | 71      | 80      | 3,2     | 116 | -   | 1,7 | 2,4 | 0,04 | 9,72  | 153    | 6,1    |
| 2001-2002 Bourges | 29 | 30   | 53   | 162  | 32   | 35   | 112  | 31   | 23 | 25 | 92   | 9       | 85      | 94      | 3       | 176 | -   | 1,6 | 2,0 | 0,2  | 11    | 164    | 5      |
| 2002-2003 Bourges | 26 | 27,5 | 6    | 14   | 42,9 | 43   | 135  | 31,9 | 11 | 14 | 78,6 | 8       | 62      | 70      | 2,7     | 4,7 | 2,4 | 1.3 | 2.1 | 0,1  | 7,2   | 152    | 5,8    |

### Statistiques en Europe
| Saison    | compétition               | M  | Min  | 2pts  | 2pts | 3pts  | 3pts | LF    | LF    | Rebonds | Rebonds | Rebonds | Pd  | F   | Bp  | Int | C   | Points | Points |
| Saison    | compétition               | M  | Min  | R/T   | %    | R/T   | %    | R/T   | %     | O       | D       | T       | Pd  | F   | Bp  | Int | C   | T      | Moy.   |
| --------- | ------------------------- | -- | ---- | ----- | ---- | ----- | ---- | ----- | ----- | ------- | ------- | ------- | --- | --- | --- | --- | --- | ------ | ------ |
| 1992-1993 | Coupe Ronchetti           | 2  | 22,0 | 6/12  | 50,0 | 6/10  | 60,0 | 3/3   | 100,0 | 3,0     | 5,0     | 8,0     | 4,0 | 4,0 | 1,0 | 4,0 | 0,0 | 33     | 16,5   |
| 1994-1995 | Coupe Ronchetti           | 15 | 34,9 | 27/54 | 50,0 | 21/65 | 32,3 | 41/50 | 82,0  | 0,8     | 2,1     | 2,9     | 4,4 | 2,7 | 2,1 | 2,9 | 0.0 | 158    | 10,5   |
| 1995-1996 | Coupe des clubs champions | 14 | 34,9 | 10/25 | 40,0 | 14/47 | 29,8 | 27/35 | 77,1  | 0,4     | 2,7     | 3,1     | 3,6 | 3,1 | 2,7 | 1,5 | 0,0 | 89     | 6,4    |
| 1996-1997 | Euroligue                 | 18 | 35,2 | 25/39 | 64,1 | 26/65 | 40,0 | 38/51 | 74,5  | 0,1     | 3,6     | 3,7     | 4,8 | 2,7 | 2,6 | 1,7 | 0,0 | 166    | 9,2    |
| 1997-1998 | Euroligue                 | 19 | 38,1 | 21/40 | 52,5 | 23/62 | 37,1 | 19/24 | 79,2  | 0,3     | 2,6     | 2,8     | 4,1 | 3,2 | 2,0 | 2,7 | 0,0 | 130    | 6,8    |
| 1998-1999 | Euroligue                 | 16 | 34,3 | 23/41 | 56,1 | 20/49 | 40,8 | 24/25 | 96,0  | 0,5     | 2,3     | 2,8     | 3,5 | 2,9 | 2,0 | 2,6 | 0,0 | 130    | 8,1    |
| 1999-2000 | Euroligue                 | 19 | 37,6 | 12/39 | 30,8 | 20/73 | 27,4 | 39/46 | 84,8  | 0,2     | 2,9     | 3,1     | 3,9 | 3,2 | 2,0 | 2,2 | 0,0 | 123    | 6,5    |
| 2000-2001 | Euroligue                 | 16 | 29,9 | 10/23 | 43,5 | 23/80 | 28,8 | 15/23 | 65,2  | 0,4     | 2,4     | 2,8     | 3,3 | 3,2 | 2,0 | 1,8 | 0,2 | 104    | 6,5    |
| 2001-2002 | Euroligue                 | 16 | 30,4 | 5/15  | 33,3 | 29/76 | 38,2 | 10/11 | 90,9  | 0,2     | 2,5     | 2,7     | 3,4 | 2,5 | 2,2 | 1,9 | 0,1 | 107    | 6,7    |
| 2002-2003 | Euroligue                 | 19 | 28,7 | 4/16  | 25,0 | 35/83 | 42,2 | 14/15 | 93,3  | 0,4     | 2,2     | 2,6     | 4,1 | 2,5 | 2,2 | 1,7 | 0,1 | 127    | 6,7    |

## Distinctions personnelles
- Commandeur de l'ordre national du Mérite (décret du 15 janvier 2025)[35] après avoir été chevalier par décret du 14 janvier 1998[36]
- Officier de la Légion d'honneur Elle est faite chevalier le 27 juin 2005, puis est promue officier le 13 juillet 2019[37].

En 2001, elle obtient la Médaille d'Or de l'Académie des sports.
En 2002, elle est récompensée du Coq d'Or de la Fédération française de basket-ball.
En 2011, elle est honorée par le basket-ball français en intégrant la promotion 2011 de l’Académie du basket-ball français. 
En 2012, elle reçoit le Ballon de Cristal de la Fédération française de basket-ball.
En 2013, elle reçoit le titre de Gloire du sport par la Fédération des Internationaux du Sport Français (FISF).
En décembre 2021, elle reçoit des mains du président de la République Emmanuel Macron les insignes d'officier de la Légion d'honneur.